# Amelin (Mazovie)
Pour les articles homonymes, voir Amelin.
Amelin (prononciation : [aˈmɛlin]) est un village polonais de la gmina de Krasnosielc dans le powiat de Maków de la voïvodie de Mazovie dans le centre-est de la Pologne.
Il se situe à environ 8 kilomètres au nord-est de Krasnosielc (siège de la gmina), 25 km au nord-est de Maków Mazowiecki (siège du powiat) et à 96 km au nord de Varsovie (capitale de la Pologne).
Le village possède approximativement une population de 220 habitants.

## Histoire
De 1975 à 1998, le village appartenait administrativement à la voïvodie d'Ostrołęka.